# Sørgegran
Sørgegran (Picea breweriana), Brewers gran eller Hængegran er et mellemstort, stedsegrønt nåletræ med en bred, kegleformet vækst. Hovedgrenene er først vandret udspærrede, men senere bliver de buet opstigende med lodret nedhængende sidegrene.

## Beskrivelse
Barken er først lyst rødbrun med fine hår. Senere bliver den grålig med lyse pletter. Gamle grene og stammer får en mørkt gråviolet bark med afskallende, runde plader. Knopperne er ægformede og lysebrune med rødlige hår.
Nålene er fremadrettede, tynde og fladtrykte med dybt mørkegrøn overside og to hvide striber på undersiden. De hanlige blomster er samlet i kugleformede stande ved enden af skuddene. De hunlige stande er mørkerøde og findes på træets øverste skud. Koglerne er krumme og cylindriske med afrundede, indadbuede skæl (omtrent som hos rødgran), og de er først røde og så lyst rødbrune ved modningen.
Rodnettet er ret overfladisk med kraftige, vidt udbredte hovedrødder. Planter, der sælges her i landet, er dog oftest podet på grundstamme af rødgran, hvis rodnet de overtager.
Højde x bredde og årlig tilvækst: 15 x 6 m (20 x 10 cm/år).

## Hjemsted
Arten stammer fra det vestlige Nord-amerika, hvor det er hjemmehørende i Klamath-Siskiyou skovene (en WWF-økoregion) i det sydvestlige Oregon og nordvestlige Californien. Her vokser arten i 500-2.300 m højde på basisk bund sammen med bl.a. Arctostaphylos patula (en art af melbærris), californisk eg, californisk flodceder, Ceanothus prostratus, gulfyr, jeffreyfyr, kæmpegran, kæmpeløn, langnålet ædelgran, skærmvintergrøn, vestamerikansk kornel og vestamerikansk taks
| Portal | Portal:Botanik |

## Note
1. ↑  National Park Service: Klamath Network Arkiveret 17. oktober 2011 hos  Wayback Machine (engelsk)